# Pterolophia dorsalis
Pterolophia dorsalis là một loài bọ cánh cứng trong họ Cerambycidae.